# Dennenlotmot
De dennenlotmot (Exoteleia dodecella) is een vlinder uit de familie van de tastermotten (Gelechiidae). De wetenschappelijke naam is gepubliceerd in 1758 door Linnaeus in de tiende editie van Systema naturae.
De soort komt voor in Europa.